# Hit the Road (película)
Hit the Road es una película de comedia dramática iraní de 2021 escrita y dirigida por Panah Panahi en su debut cinematográfico. Se basa en la historia de una familia iraní conduciendo hacia la frontera turca para sacar de contrabando a su hijo adulto joven fuera del país.
La película se estrenó en la Quincena de Directores en el Festival de Cine de Cannes de 2021 y ganó los principales premios en el BFI London Film Festival y el Festival Internacional de Cine de Singapur. Además, también obtuvo el Astor de Oro en el Festival Internacional de Cine de Mar del Plata, siendo la segunda película galardonada de se país.

## Sinopsis
Cuenta la historia de una tierna pero caótica familia, que se encuentra en un viaje por escabrosos paisajes en el que se preocupa por un perro enfermo y se ponen de los nervios los unos a los otros. El único tranquilo es el misterioso hermano mayor.

## Reparto
- Hassan Madjooni as Khosro, el apdre
- Pantea Panahiha como la madre
- Rayan Sarlak
- Amin Simiar como Farid

## Lanzamiento
En julio de 2021, Picturehouse adquirió los derechos de distribución de la película para el Reino Unido e Irlanda. En agosto de 2021, Kino Lorber adquirió los derechos estadounidenses. La película se estrenó en EE. UU. el 22 de abril de 2022.

## Recepción
En el sitio web del agregador de reseñas Rotten Tomatoes , la película tiene un índice de aprobación del 93%, basado en 56 reseñas, y una calificación promedio de 8.2/10. En Metacritic , la película tiene una puntuación media ponderada de 91 sobre 100, basada en 23 críticos, lo que indica "aclamación universal".